# Cimitero ebraico di Ferrara-via delle Vigne
Il cimitero ebraico di Ferrara si trova all'interno dalle antiche mura, vicino al cimitero monumentale della Certosa di Ferrara, in una zona ancora ricchissima di verde e con poche costruzioni.

## Storia e situazione

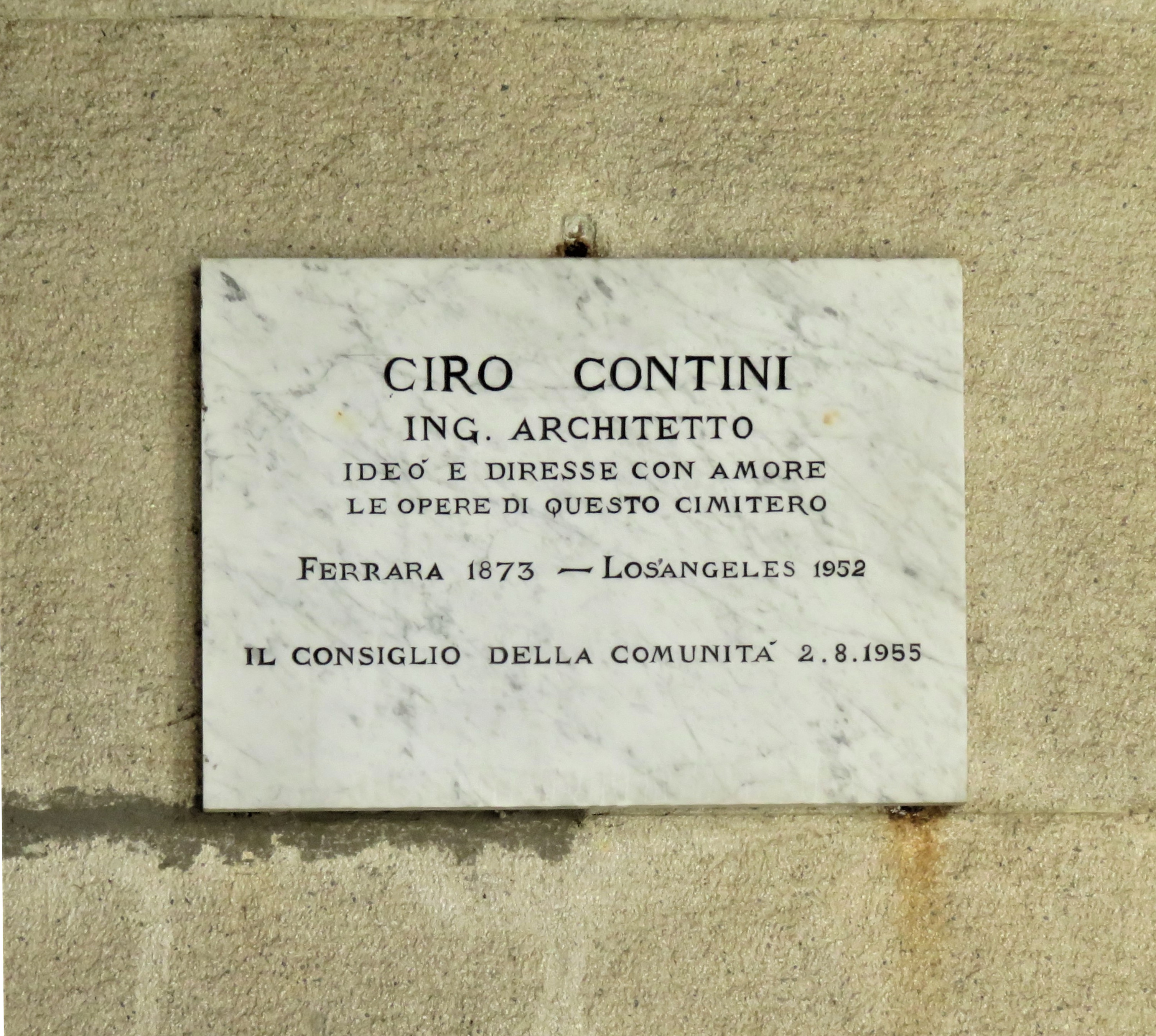
Epigrafe a ricordo di Ciro Contini.

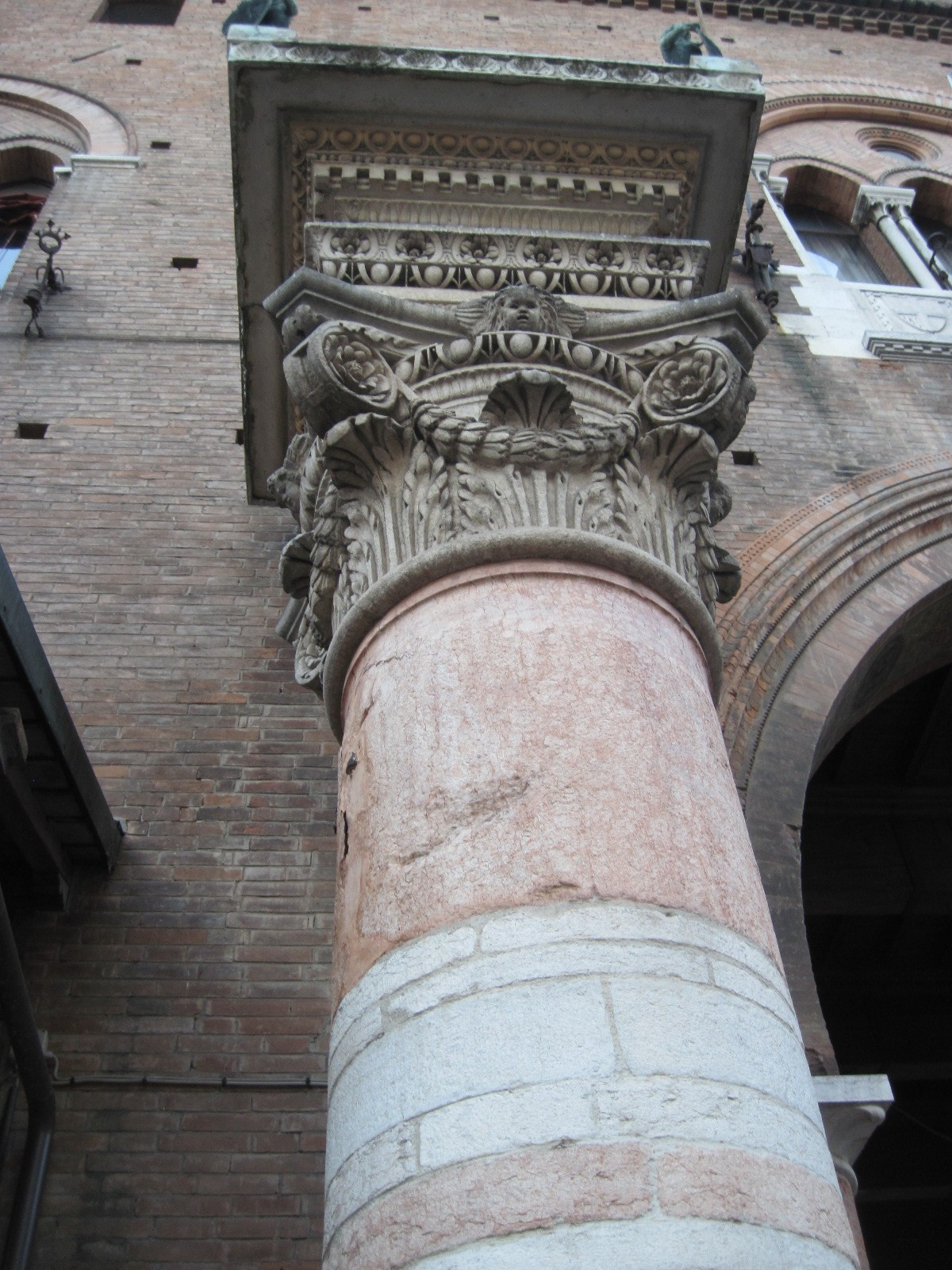
Colonna del duca Borso d'Este formata con le lapidi del Cimitero ebraico, davanti al Palazzo Municipale di Ferrara

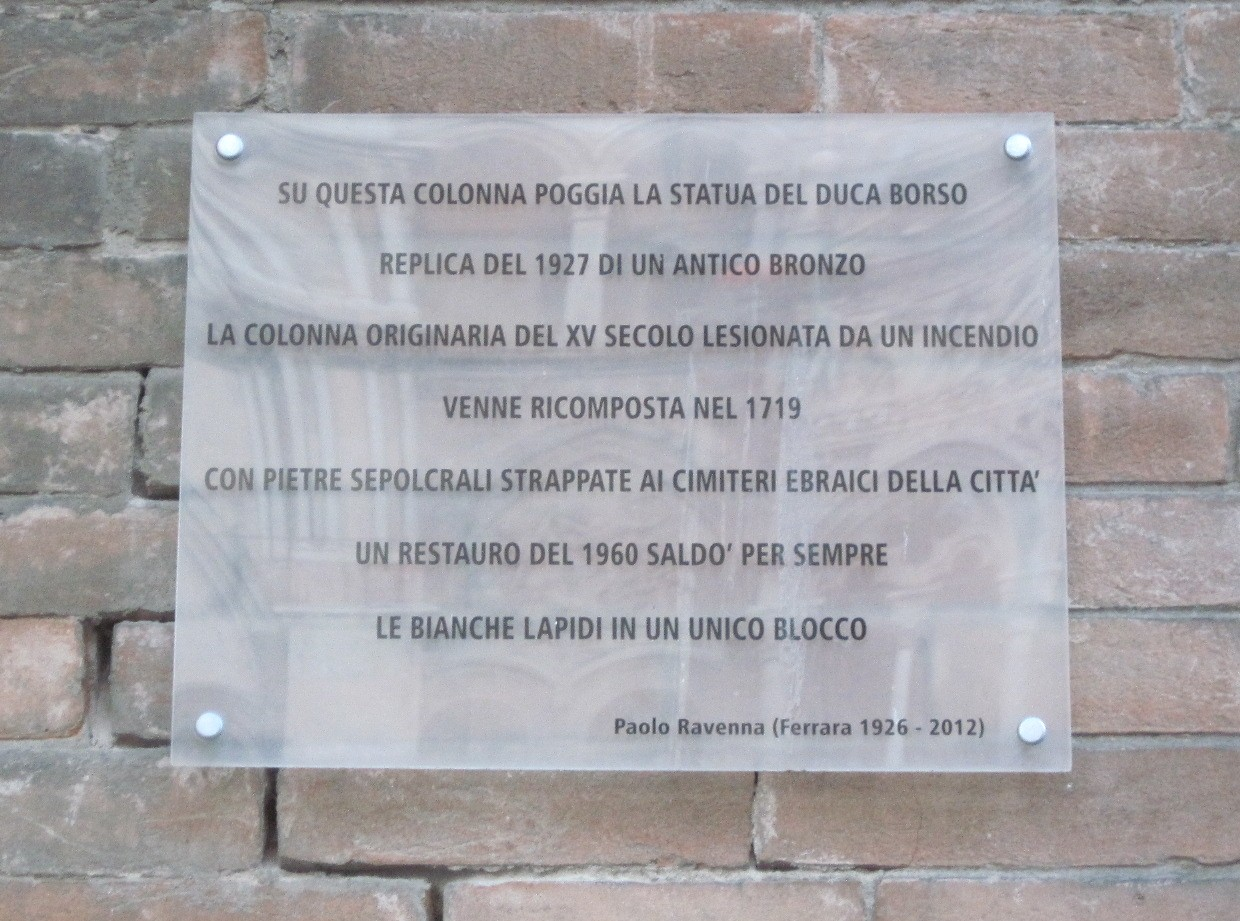
Targa posta di fianco alla colonna del duca Borso d'Este, Palazzo Comunale di Ferrara

La collocazione in via delle Vigne risale al XVII secolo ed è situata nell'area compresa dall'Addizione Erculea. Precedentemente la zona era denominata Orto degli ebrei. Venne parzialmente saccheggiato e le tombe distrutte dall'inquisizione. Alcuni marmi vennero poi utilizzati in monumenti cittadini. In particolare la colonna che attualmente regge la statua di Borso d'Este di fianco al volto del cavallo, davanti al Palazzo Municipale, è formata da marmi che provengono dal Cimitero ebraico di via delle Vigne e da altri cimiteri ebraici ferraresi. 
Attualmente le lapidi più antiche sono dell'Ottocento.
Anche se solitamente i visitatori entrano attraverso una piccola porta posta alla sua destra, l'importante portale in granito datato tra il 1911 e l'anno successivo, frutto del lavoro progettuale di Ciro Contini comprendente sia l'area cimiteriale che il portale stesso nonché probabilmente l'attigua casa del custode (disegnata da Pio Finzi), rientra nei lavori che la comunità ebraica gli commissionò prima dell'ottenimento da parte del Comune, nel 1910, delle aree ortive e dei finanziamenti necessari all'adeguamento. Il portale pare risentire dell'ascendenza dei monoliti egiziani, studiati durante il viaggio di nozze di Contini in Egitto nel 1911.
Nel 1927, su progetto del geom. Nemo Agodi sotto la supervisione di Contini, fu costruita l'ampia camera mortuaria, vicina all'ingresso e sempre in granito ma di stile già più novecentista nel pronao.

### Personalità sepolte
Tra le personalità che riposano nel cimitero: Giorgio Bassani, Vittore Veneziani, Renzo Ravenna, il figlio Paolo e Pico Deodato Cavalieri.

### Altri cimiteri ebraici a Ferrara

#### Il cimitero ebraico sefardita di via Arianuova
Il cimitero ebraico di via delle Vigne non è l'unico di Ferrara, anche se è il più importante. Sino al XIX secolo ne esisteva anche un altro, in via Arianuova, che in seguito è stato poco a poco dismesso. Tale cimitero era utilizzato dagli ebrei sefarditi.

#### Il cimitero ebraico nel Sesto di San Romano
Vi è anche testimonianza di un'altra area di sepoltura nel Sesto di San Romano.

## Galleria d'immagini

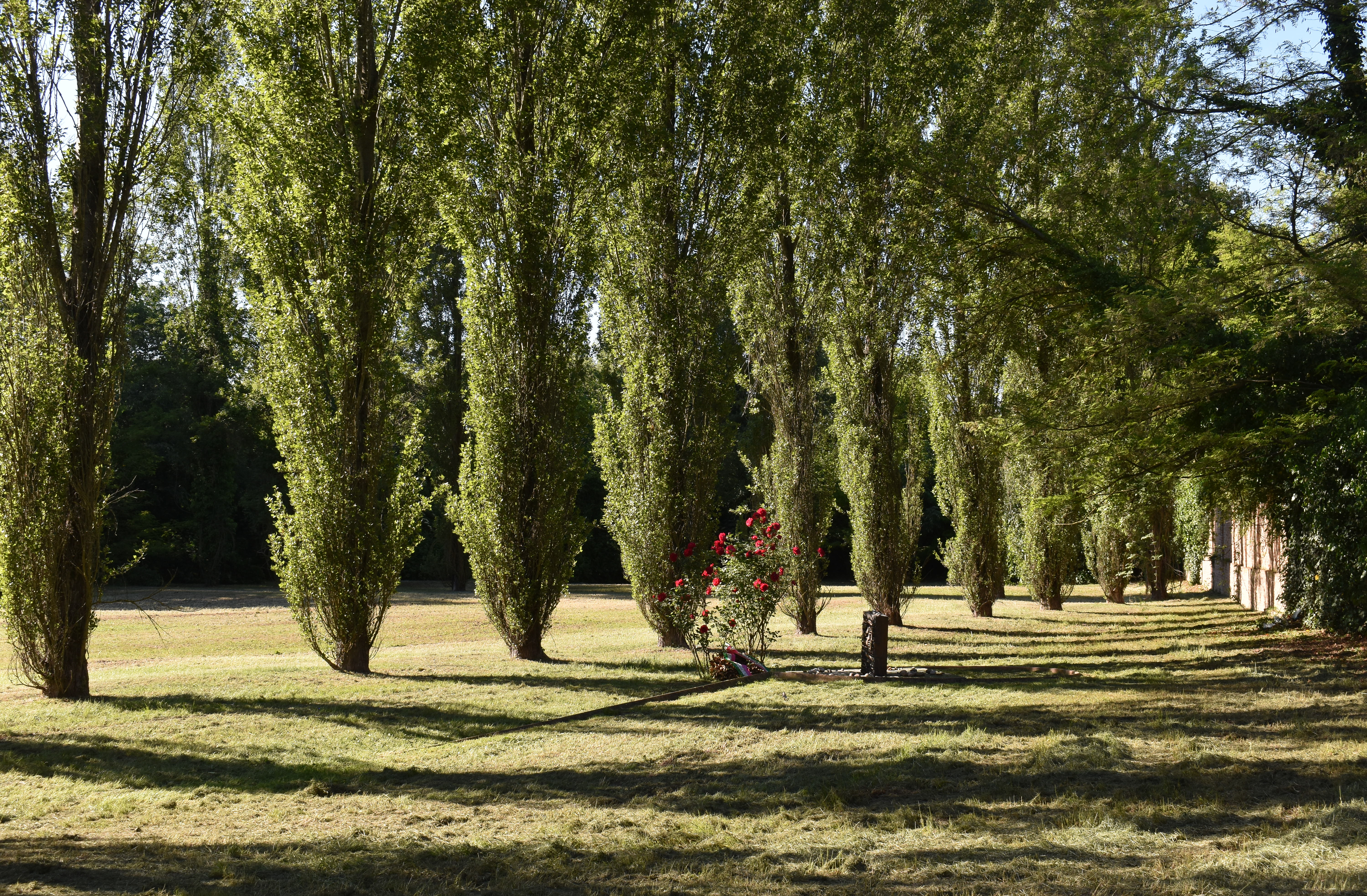
Monumento funebre e tomba di Giorgio Bassani
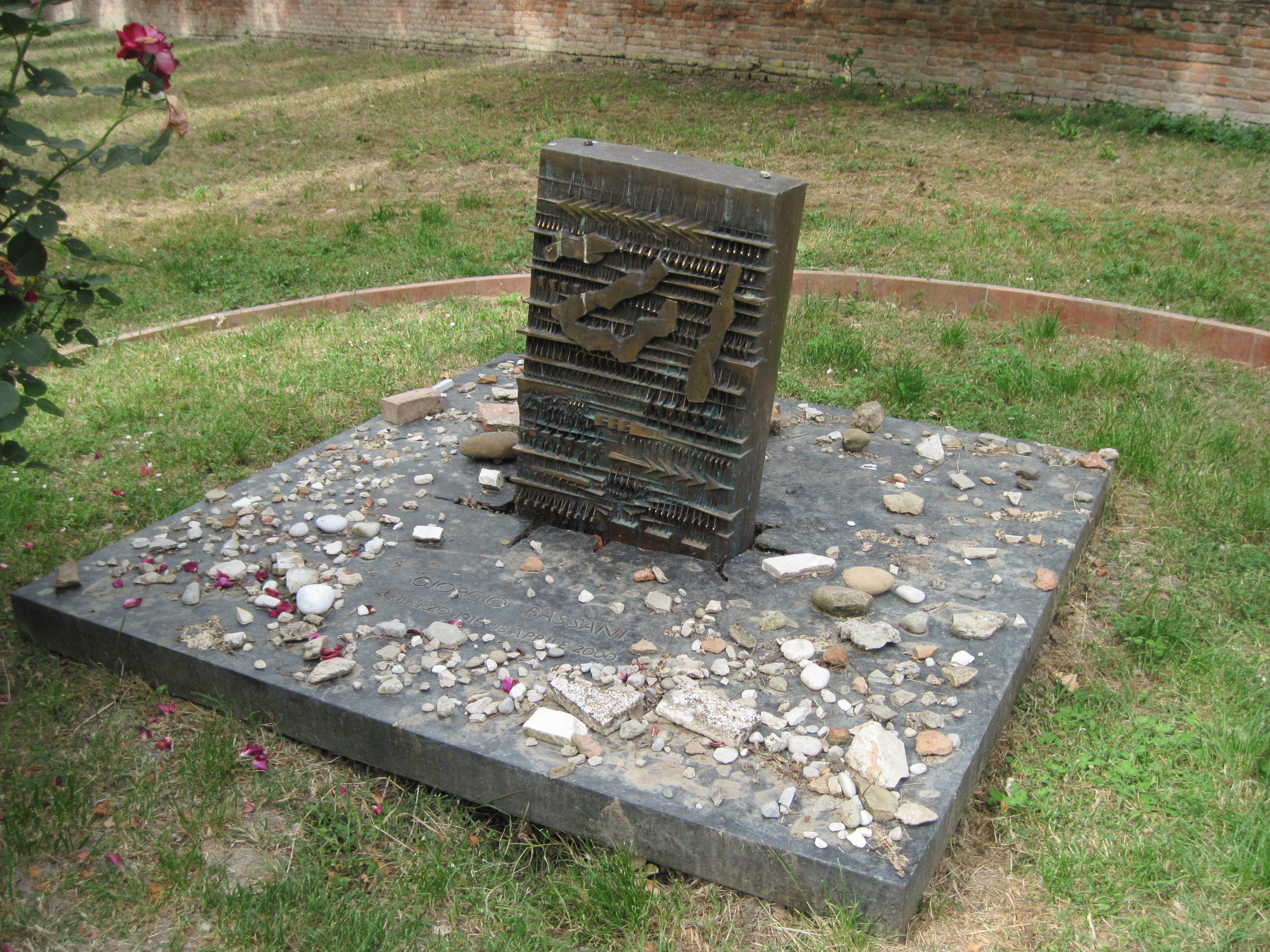
Tomba di Giorgio Bassani
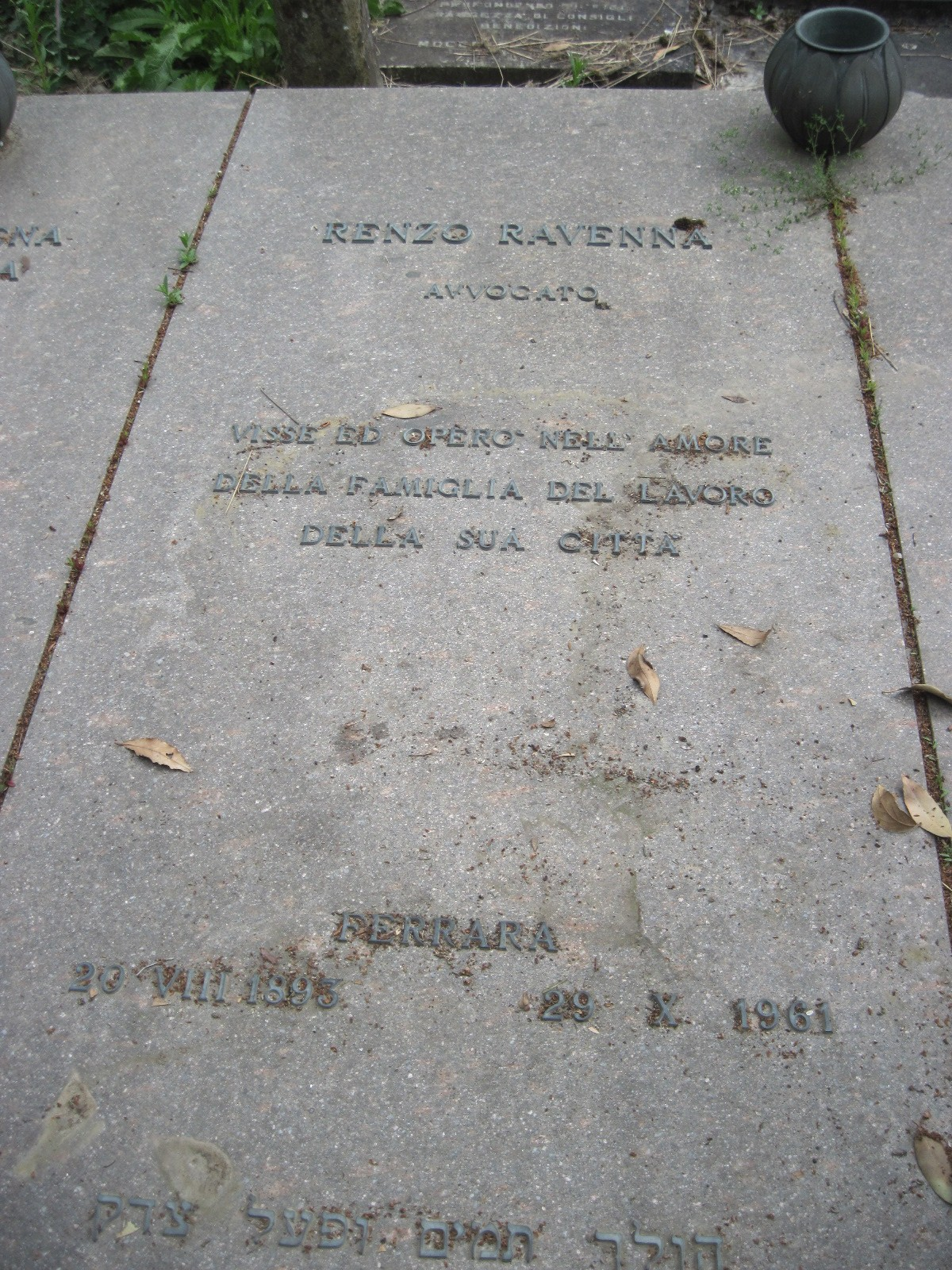
Tomba del podestà Renzo Ravenna
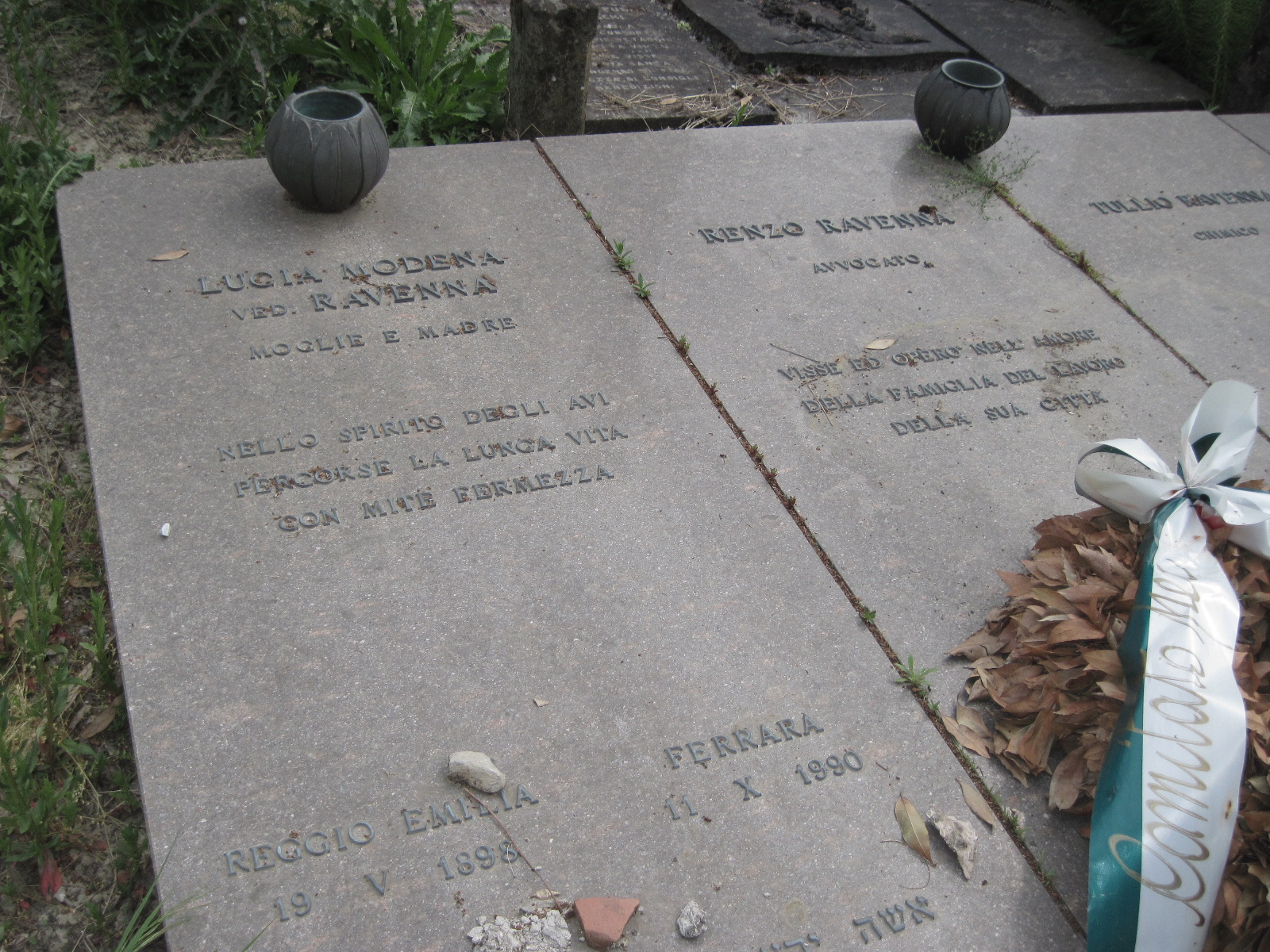
Tombe di Lucia Modena e Renzo Ravenna
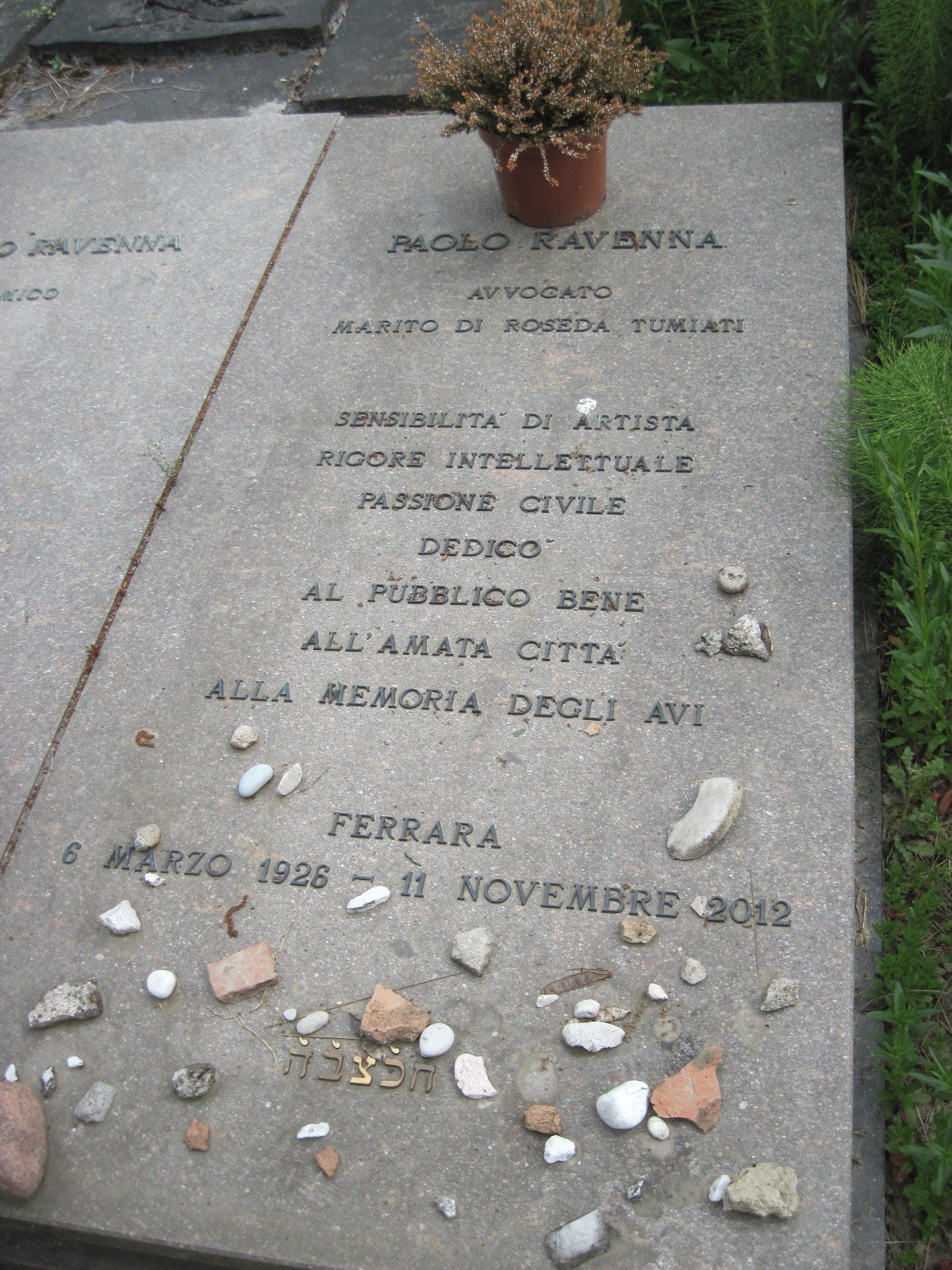
Tomba di Paolo Ravenna, avvocato e studioso della storia ebraica di Ferrara, figlio di Renzo Ravenna
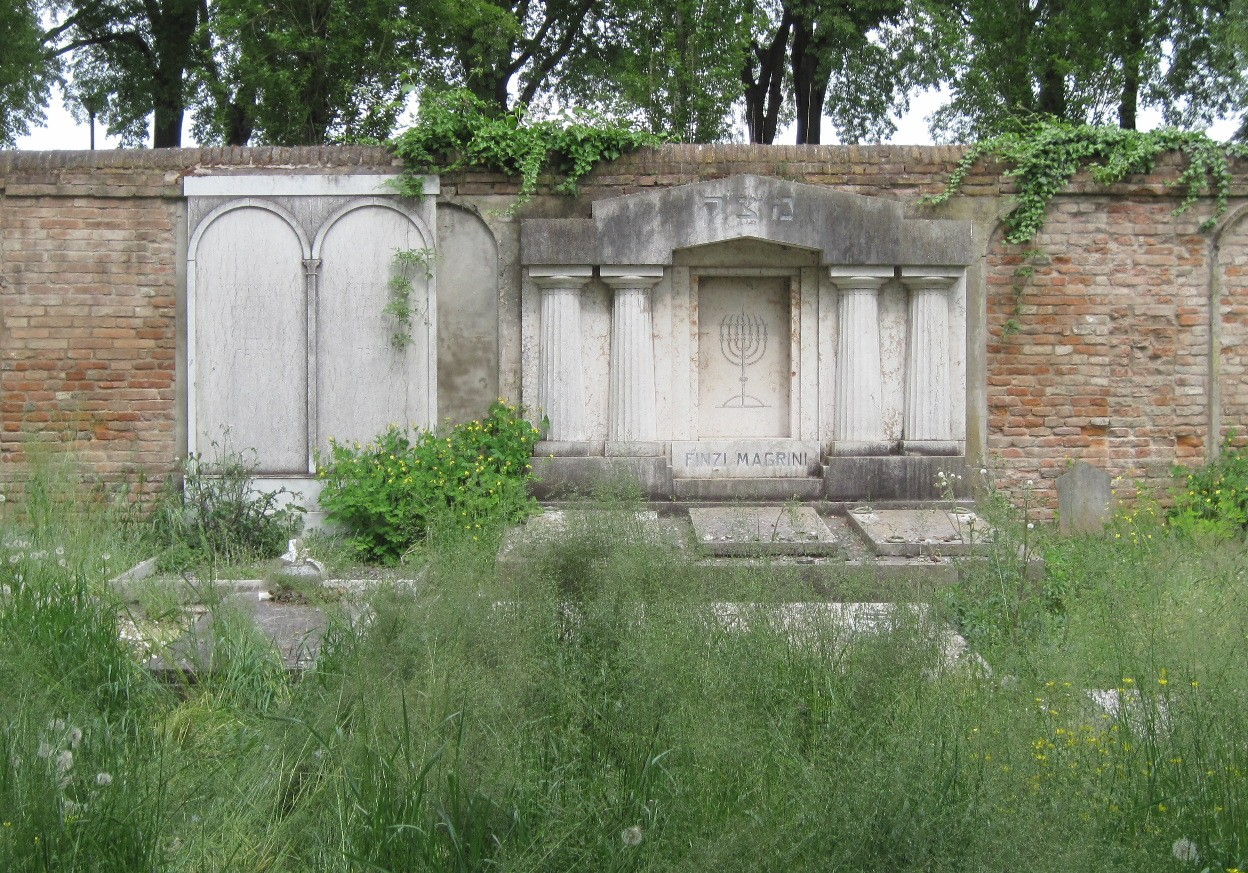
Tomba famiglia Finzi Magrini
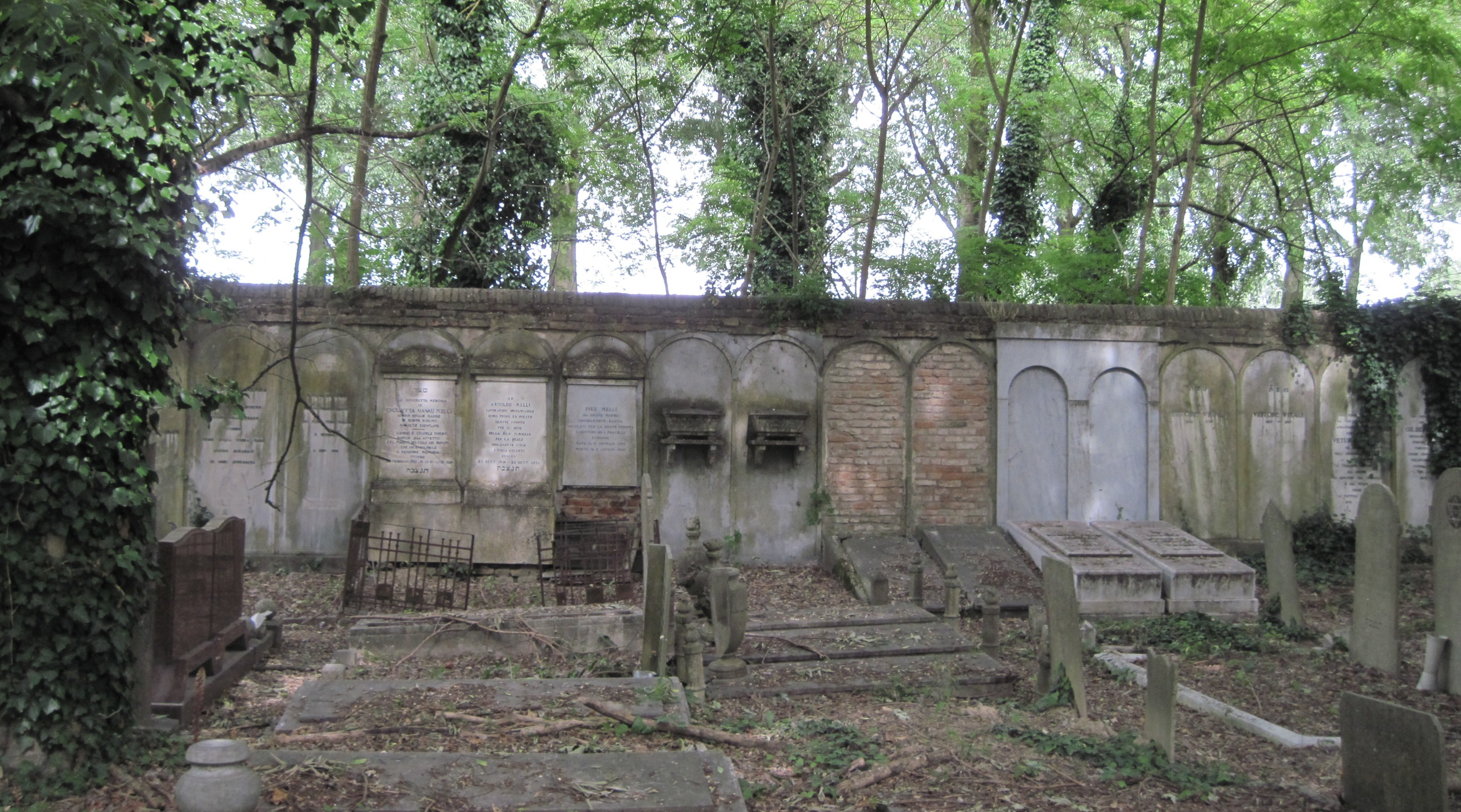
Tombe sul muro di recinzione - Viale degli Angeli - Rampari Belfiore
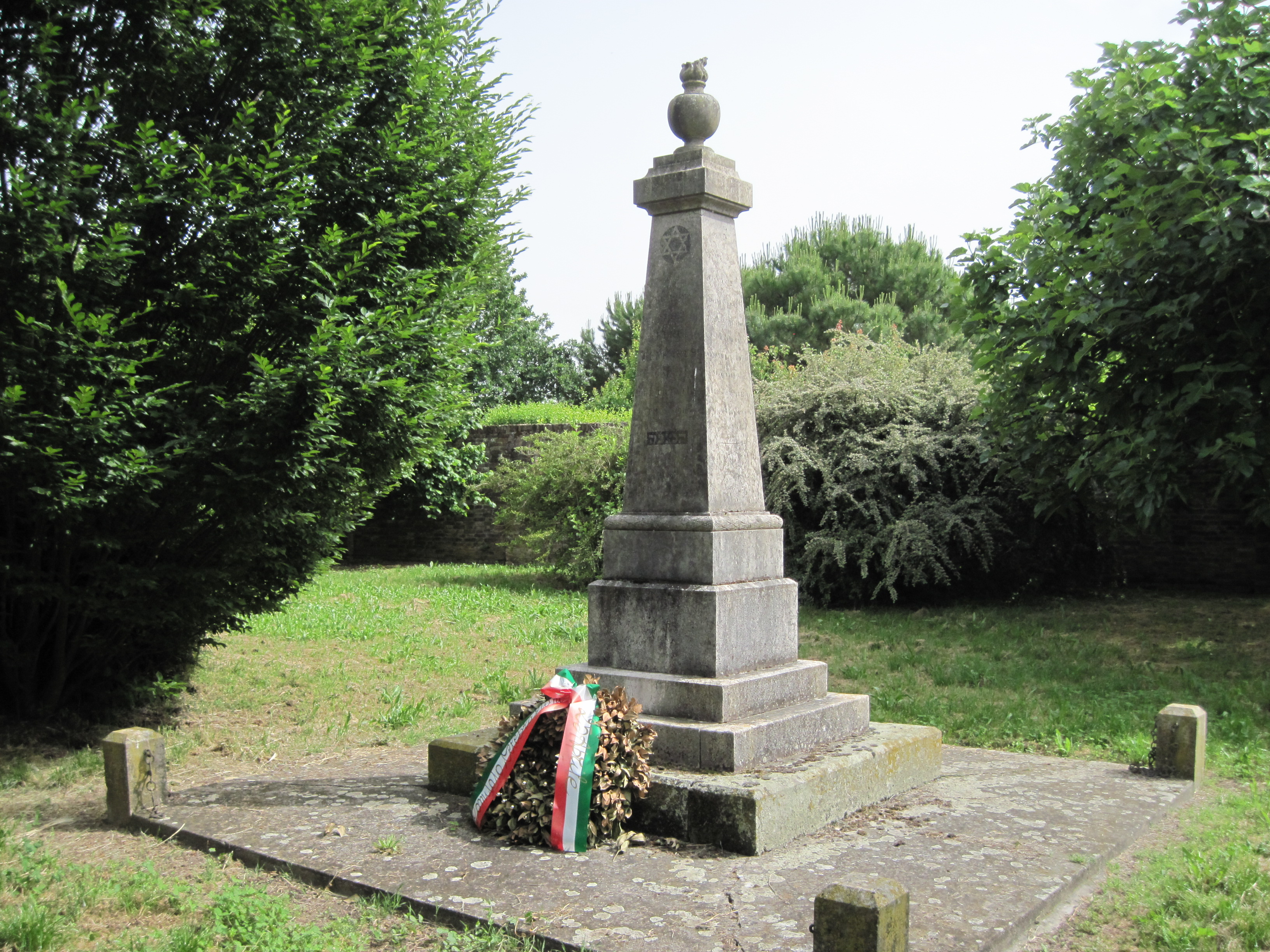
Monumento funebre
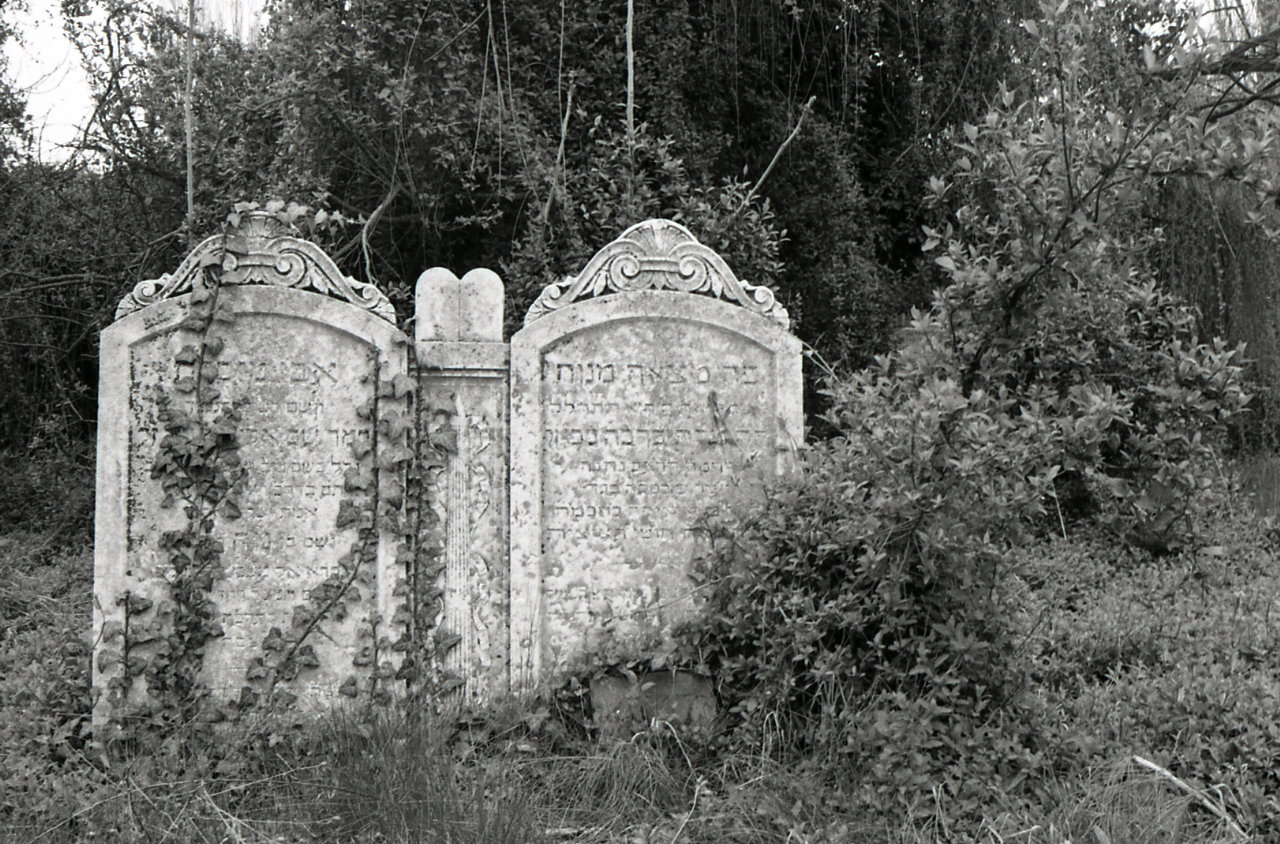
Tombe, immagine di Paolo Monti, BEIC
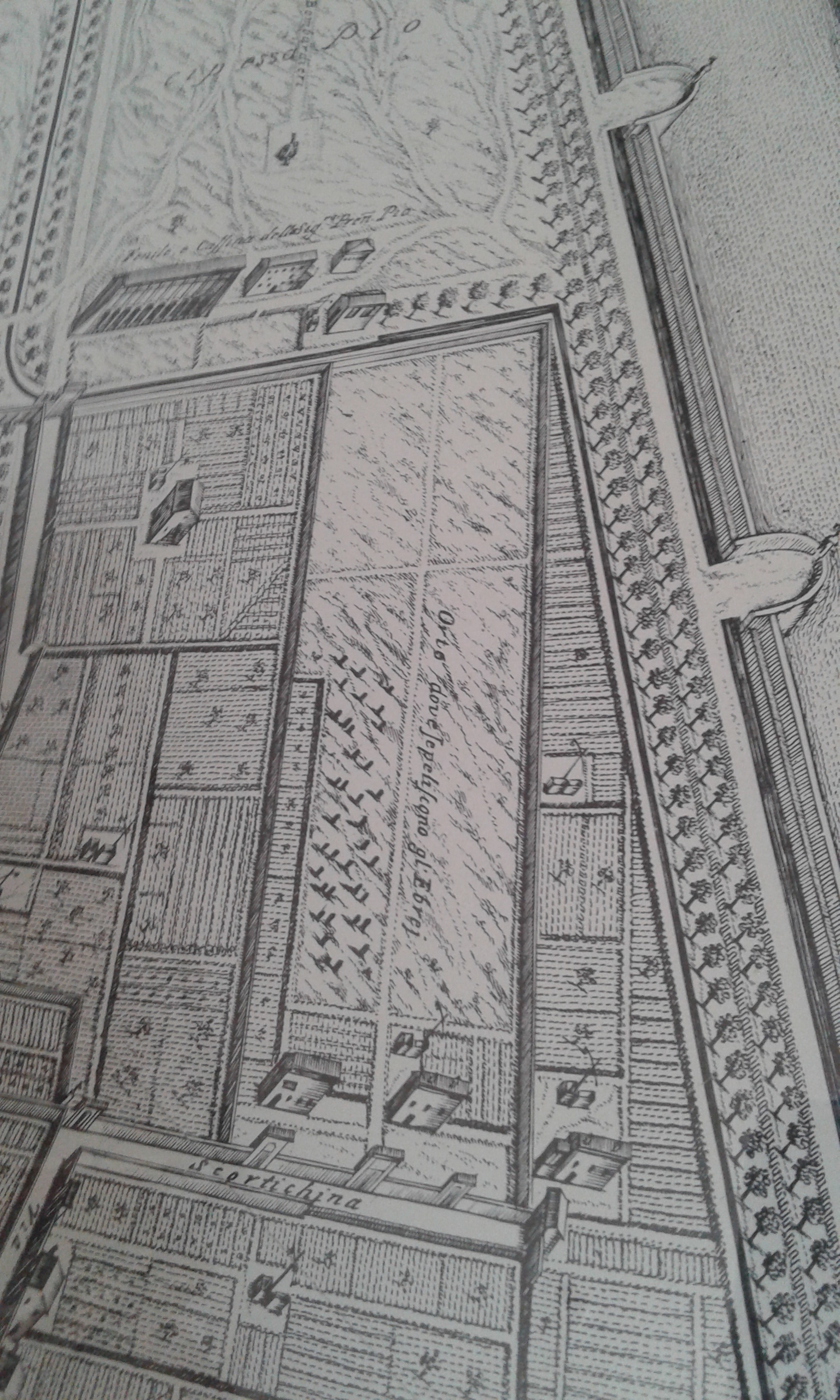
Il cimitero ebraico da una stampa originale di Andrea Bolzoni del 1747